# Yuxi Luo
Yuxi Luo (* 8. September 1994) ist ein chinesischer Leichtathlet, der sich auf den 1500-Meter-Lauf spezialisiert.

## Sportliche Laufbahn
Erste internationale Erfahrungen sammelte Yuxi Luo bei den Hallenasienmeisterschaften in Hangzhou, bei denen er in 3:53,39 min den vierten Platz belegte. 2018 nahm er erstmals an den Asienspielen in Jakarta teil und erreichte dort in 3:49,36 min im Finale den achten Platz. Im Jahr darauf schied er bei den Asienmeisterschaften in Doha mit 3:52,94 min in der ersten Runde aus.
2017 wurde Yuxi Chinesischer Meister im 1500-Meter-Lauf. Er absolvierte ein Studium für Business Management an der Shandong-Universität in Jinan.

## Persönliche Bestzeiten
- 1500 Meter: 3:44,25 min, 6. September 2017 in Tianjin
  - 1500 Meter (Halle): 3:51,64 min, 20. Februar 2017 in Peking